# Ě
Ě je písmeno české, hornolužické a dolnolužické abecedy. Graficky je modifikací písmena E (E s háčkem).
V češtině se může vyskytovat pouze po některých souhláskách. Odpovídá hlásce e, ale měkčí předcházející souhlásku:
- dě, tě, ně – vyslovují se jako ďe, ťe, ňe
- bě, pě, vě, fě – vyslovují se jako bje, pje, vje, fje
  - fě se vyskytuje vzácně, například ofěra, lidový fěrtoch nebo ve spojeních na harfě, o žirafě, v Jaffě, o Josefě, k Jenovefě
  - ě se může navíc psát i v místě po jinak zapsané, ale vyslovované hlásce v, například v Ottawě, nebo o aquě
- mě – vyslovuje se jako mňe, nebo (moravská varianta) mje

Zastarale se používalo např. i sě nebo řě, např. v názvu písně Dřěvo sě listem odievá, ve slově přědobrý, nebo žě (natrhajme z ruožě květ).
V hornolužické a dolnolužické srbštině se může vyskytovat i po jiných souhláskách:
- č
  - v hornolužické srbštině například Čěska republika (Česká republika)
- ź
  - v hornolužické srbštině například wobdźěłać (upravit)
  - v dolnolužické srbštině například wobźěłaś (upravit)
- r
  - v hornolužické srbštině například rěč (řeč, jazyk)

V ruské a běloruské cyrilici mu odpovídá písmeno Е, v ukrajinské cyrilici mu odpovídá písmeno Є. V jiných jazycích může být nahrazeno písmeny je, např. v chorvatštině lje (např. ve slově lješnjak, znamenající lískový ořech) nebo sje (např. sjenica, tj. sýkora).